# أولغا كازاكوفا
أولغا كازاكوفا (بالروسية: Ольга Михайловна Казакова، من مواليد 30 مايو 1968 في أوسوليي-سيبيرسكويي، الاتحاد السوفيتي) هي سياسية روسية، وكانت وزير الثقافة في ستافروبول كراي منذ عام 2012، ونائبة لمجلس الدوما، ونائب رئيس لجنة الثقافة.

## الحياة المهنية
ولدت في عائلة ضابط في الجيش السوفيتي، وعاشت مع عائلتها في مدينة لوغانسك في جمهورية أوكرانيا الاشتراكية السوفياتية. في عام 1990 تخرجت من جامعة لوهانسك بدرجة في اللغة الروسية وآدابها. هي عضو في الكمسمول.
من 1984 إلى 1991 في عمل كومسومول، عملت كرئيس نادي رقص الأطفال، ومدرسة رياض الأطفال. من عام 1992 إلى عام 1996 كانت مدرسة في مدرسة ابتدائية في فوركوتا ونيفينوميسك.
من عام 2000 إلى عام 2003 كانت مساعدًا لنائب برلمان مدينة ستافروبول، والمدير التنفيذي لمركز سلافيانسك الرياضي. من عام 2003 إلى عام 2009 كانت رئيس قسم شؤون الشباب في إدارة مدينة ستافروبول. من 2009 إلى 2011 عملت رئيس لجنة شؤون الشباب في حكومة ستافروبول كراي. من 2011 إلى 2012 كانت وزير الثقافة في حكومة ستافروبول كراي.
22 مايو 2012 كانت نائب مجلس الدوما للدعوة السادسة لجزء روسيا المتحدة على حصة الجبهة الشعبية لعموم روسيا من إقليم ستافروبول، وعضو لجنة مجلس الدوما للأسرة والمرأة والطفل.
في عام 2016 وفقًا للانتخابات التمهيدية لروسيا الاتحادية، احتلت المركز الأول (78٪ من الأصوات) في الدائرة الانتخابية ذات العضو الواحد. أعيد انتخابها نائبًا لمجلس الدوما في الاجتماع السابع، وانتخبت النائب الأول لرئيس لجنة الثقافة.